# Нехуния бен га-Кана
Нехуниа бен ха-Кана, Нехунья бен-га-Кана (или бен-Гакана; ивр. נחוניה בן הקנה‎; также Нехунья Великий; 2-я половина I века н. э.), — раввин, от имени которого начинается изложение содержания каббалистической книги «Бахир».

## Биография и деятельность
Предположительно, ученик рабби Иоханана бен-Заккая, или — согласно историку Грецу — его товарищ.
В галахической герменевтике рабби Нехунья пользовался методом «Kelal u-Perat» (умозаключение из сочетания общего с частным, когда общее предшествует частному). Этот метод он передал своему ученику рабби Ишмаэлю.
Умер в глубокой старости.

## Труды
От Нехуньи сохранились два толкования Ветхого Завета и одна галаха. В Аботе (III) приводится от его имени одна сентенция, выражающая великое значение занятие Торой. Ему приписывается авторство каббалистических сочинений:
- книги «Sefer ha-Peli’ah» («На-Peliah», ספר הפליאה);
- книги «Сефер ха-Бахир» («Ha-Bahir», ספר הבהיר).

«Раби Нехуния сказал …» — так традиционно начинаются многие откровения каббалистических книг. «Бахир» на иврите — «Сияние». Эта книга предшествовала «Зоар» в земной хронологии. Скрытое изложение сокровенных тайн мироздания, которое содержится в «Бахир», можно найти и в «Зоар».
Раби Нехуниа бен ха-Кана был среди учителей Раби Акивы и, следовательно — Раби Шимона. И был также одним из членов Сангедрина.— 